# FCGR2B
FCGR2B ("Fc fragment of IgG receptor IIb") je nízkoafinní inhibiční receptor, který váže Fc část protilátky izotypu IgG. Podílí se na fagocytóze imunokomplexů a na regulaci produkce protilátek B buňkami.

## Struktura
FCGR2B existuje ve dvou izoformách: FCGR2B1 a FCGR2B2, které vznikají mechanismem alternativního sestřihu mRNA. Výsledkem sestřihu je odstranění C1 exonové sekvence v izoformě FCGR2B2. Přítomnost C1 exonu v proteinu vede k pevnému navázání na membránu B buněk, zatímco jeho absence umožňuje internalizaci receptoru v myeloidních buňkách. Obě izoformy obsahují ve svých cytoplazmatických částech inhibiční motiv ITIM. Extracelulární části jsou velmi podobné ostatním receptorům CD32 rodiny: FCGR2A a FCGRC. 
FCGR2B1 je vysoce exprimovaný B buňkami, FCGR2B2 se nachází ve vysokých koncentracích na povrchu bazofilů a v menším množství se obě izoformy nacházejí na monocytech. Exprese je pozitivně regulovaná cytokiny IL-10 a IL-6 a negativně ovlivněná TNF-α a IFN-γ.

## Funkce
FCGR2B receptor má inhibiční efekt a neutralizuje signály z aktivačních Fc receptorů (fagocytické, vedoucí k uvolnění prozánětlivých cytokinů), tím, že vytváří shluky s těmito receptory nebo s BCR po vazbě imunokomplexů.
Fosforylace intracelulárních ITIM motivů atrahuje SHIP1 a SHIP2 fosfatázy, které inhibují aktivaci Ras, downregulují aktivitu MAP kináz a PKC a redukují funkci fosfolipázy C (PLCγ). Celkově tyto změny v signalizaci negativně ovlivňují proliferaci a přežití buněk.
FCGR2B reguluje aktivitu B buněk zvyšováním aktivačního práhu BCR a potlačováním prezentace antigenů T buňkám mechanismem závislým na ITIM. Ligace FCGR2B na B buňkách snižuje produkci protilátek, brání membránové organizaci BCR a CD19 a aktivuje apoptózu. Ligace FCGR2B na povrchu dendritických buněk inhibuje jejich aktivaci a maturaci. Inhibiční aktivita FCGR2B není omezená pouze na signalizaci skrze BCR, ale funguje i v drahách iniciovaných CD40 a IL-4.
Exprese FCGR2B na povrchu folikulárních dendritických buněk (FDC) je důležitá pro vychytávání imunokomplexů zásadních pro odpovědi v germinálních centrech.
FCGR2B je přítomný i na nehematopoetických buňkách jako jsou například buňky hladké svaloviny v dýchací soustavě a buňky jaterního endotelu, kde internalizací imunokomplexů dochází k inhibici aktivace poteenciálně škodlivé prozánětlivé signalizace.

## Role v autoimunitních onemocněních
FCGR2B je jedním z genů, který ovlivňuje náchylnost k několika autoimunitním onemocněním. Jeho snížená exprese je asociovaná se SLE, revmatoidní artritidou či roztroušenou sklerózou. 
FCGR2B je potenciálním cílem pro terapii monoklonálními protilátkami při léčbě autoimunitních chorob i některých malignit.